# Código Civil de Quebec
El Código Civil de Quebec (CQC; en francés, Code civil du Québec) es el texto legal que establece la normativa civil en Quebec, provincia de Canadá. Excepto en algunas partes del libro referente al derecho de familia, que fue adoptado por la Asamblea Nacional en la década de 1990, el CCQ entró en vigencia el 1 de enero de 1994. Reemplazó al antiguo Código Civil del Bajo Canadá (Code civil du Bas-Canada) aprobado por la Asamblea Legislativa de Quebec en 1865 y que entró a regir el 1 de julio de 1866.
Una de las particularidades más notables de este cuerpo legal es el que para su elaboración se pidieron las opiniones de los más importantes civilistas del mundo, lo que hace de este código uno de los más modernos en su especie.

## Estructura
El Código Civil de Quebec contiene más de 3000 artículos y está estructurado en grandes divisiones (Libros) y en varias subdivisiones (títulos, capítulos y secciones). El CCQ se estructura en los siguientes libros:
1. Personas
2. Familia
3. Sucesiones
4. Propiedad
5. Obligaciones
6. Prendas e Hipotecas
7. Prueba
8. Prescripción
9. Publicación de Derechos
10. Derecho Internacional Privado.